# Ritchiella
Ritchiella es un género de saltamontes de la subfamilia Cyrtacanthacridinae, familia Acrididae. Este género se distribuye en África.

## Especies
Las siguientes especies pertenecen al género Ritchiella:
- Ritchiella asperata (Bolívar, 1882)
- Ritchiella baumanni (Karsch, 1896)
- Ritchiella rungwensis Mungai, 1992
- Ritchiella sanguinea (Sjöstedt, 1912)
- Ritchiella uvarovi (Sjöstedt, 1924)